# Nueva Granada (El Salvador)
Nueva Granada è un comune del dipartimento di Usulután, in El Salvador.